# Hồ Turkana
Hồ Turkana (/tɜːrˈkɑːnə, -ˈkæn-/, trước đây được gọi là hồ Rudolf) là một hồ nước nằm trong Thung lũng Tách giãn Lớn ở miền bắc Kenya với xa hơn về phía bắc của hồ vượt ra ngoài biên giới với Ethiopia.
Đây là hồ sa mạc vĩnh cửu lớn nhất thế giới, đồng thời cũng là hồ kiềm lớn nhất thế giới. Theo thể tích thì đây là hồ muối lớn thứ tư thế giới sau Biển Caspi, Issyk-Kul và Hồ Van (vượt qua cả Biển Nam Aral đang thu hẹp lại). Và xét về diện tích trong tất cả các hồ thì nó là hồ lớn thứ 24 thế giới.
Hồ Turkana đang bị đe dọa bởi Đập thủy điện Gilgel Gibe III ở Ethiopia trên dòng sông Omo là nguồn cung cấp phần lớn lượng nước cho hồ. Nước trong hồ có thể uống được nhưng không không mấy ngon. Tuy nhiên, nó lại là nơi hỗ trợ môi trường sống cho rất nhiều loài động vật hoang dã. Khí hậu tại đây rất nóng và khô. Đá xung quanh hồ chủ yếu là đá núi lửa. Đảo Trung nằm trong hồ là một miệng núi lửa vẫn đang còn hoạt động tỏa ra những luồng hơi nước. Bờ phía đông và phía nam của hồ là những bờ đá và thác nước trong khi phía tây và bắc có địa hình thấp hơn là những cồn cát, mũi đất và đất thấp.
Gió trên bờ và trong hồ có thể thổi cực mạnh vì nước trong hồ ấm hơn và nguội dần về phía bờ. Ba con sông chảy vào hồ là Sông Omo, Turkwel, Kerio nhưng lại không có dòng thoát nước. Chính vì vậy, mất nước duy nhất là từ hiện tượng bay hơi. Hồ Turkana có khối lượng và kích thước thay đổi. Độ cao của nó đã giảm 10 mét từ năm 1975 đến 1993.
Do nhiệt độ, khô cằn và khó tiếp cận về mặt địa lý mà hồ vẫn giữ được sự hoang dã vốn có của nó. Tại khu vực đất thấp là loài Cá sấu sông Nin, trong khi các bờ đá là môi trường sống của Bọ cạp và Rắn.
Các Vườn quốc gia Hồ Turkana hiện là một Di sản thế giới của UNESCO. Vườn quốc gia Sibiloi nằm trên bờ đông còn Vườn quốc gia Đảo Trung và Đảo Nam nằm trong hồ. Một lượng lớn hóa thạch vượn người đã được phát hiện ở khu vực xung quanh hồ Turkana.

## Tên
Hồ được đặt tên là Rudolf, theo tên của Thái tử Áo Rudolf bởi Bá tước Sámuel Teleki và chỉ huy thứ hai dưới trướng ông là Trung úy Ludwig von Höhnel vào ngày 06 tháng 3 năm 1888. Họ là những người châu Âu đầu tiên được ghi nhận là đã ghé thăm hồ sau một chuyến đi kéo dài khắp Đông Phi. Các dân tộc sống quanh hồ là Turkana, Rendille, Gabbra, Daasanach, Hamar Koke, Karo, Nyagatom, Mursi, Surma, và Molo.
J. W. Gregory báo cáo trên Tạp chí Địa lý ("The Geographical Journal") năm 1894 rằng, nó được gọi là "Basso Narok" có nghĩa là "Hồ Đen" trong tiếng Samburu. Tương tự như vậy, hồ Chew Bahir gần đó là "Basso Naibor" trong Samburu nghĩa là "Hồ Trắng". Người Samburu là một trong những bộ lạc thống trị ở vùng hồ Turkana cho đến khi các nhà thám hiểm đến. Hình thức bản địa của cụm từ này là gì, có nghĩa là gì và trong ngôn ngữ nào cho đến nay vẫn không được xác định rõ ràng. Hồ có tên châu Âu trong thời kỳ thuộc địa Đông Phi thuộc Anh. Sau khi Kenya độc lập, tổng thống Mzee Jomo Kenyatta đã đổi tên nó vào năm 1975 thành Turkana, theo tên của bộ lạc chiếm ưu thế ở đó.
Vào một thời điểm không được xác định rõ, hồ có tên thay thế là Biển Ngọc dựa theo màu ngọc lam của nó nhìn thấy từ xa. Màu sắc đến từ tảo nổi lên bề mặt hồ trong thời tiết ổn định. Đây có thể cũng là một cái tên châu Âu. Người Turkana gọi hồ là Anam Ka'alakol, có nghĩa là "biển của nhiều loài cá". Chính từ cái tên này mà Kalokol, một thị trấn bên bờ phía tây của hồ Turkana, phía đông của Lodwar đặt tên theo. Tên Turkana bản địa trước đây cho Hồ Turkana là Anam a Cheper. Khu vực này vẫn còn ít du khách do cách Nairobi hai ngày lái xe. Khu vực này chủ yếu là đất sét và có tính kiềm hơn nước biển.